# Pheidole porcula
Pheidole porcula är en myrart som beskrevs av Wheeler 1908. Pheidole porcula ingår i släktet Pheidole och familjen myror. Inga underarter finns listade i Catalogue of Life.

## Bildgalleri

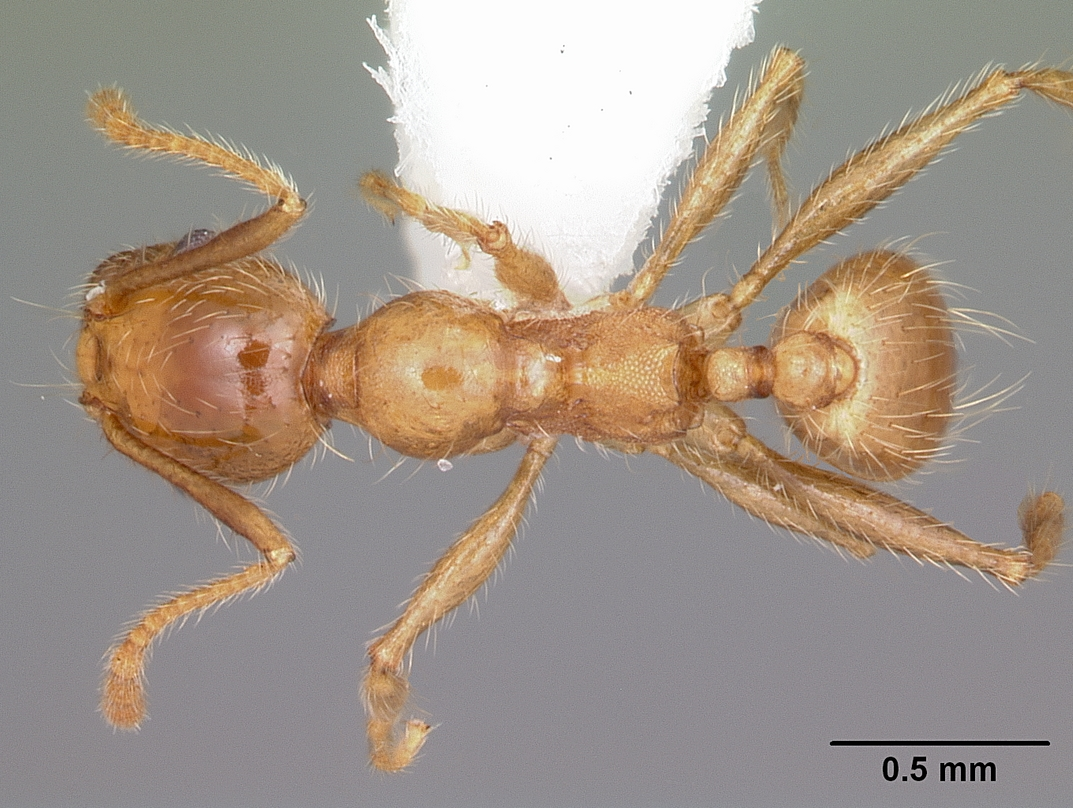
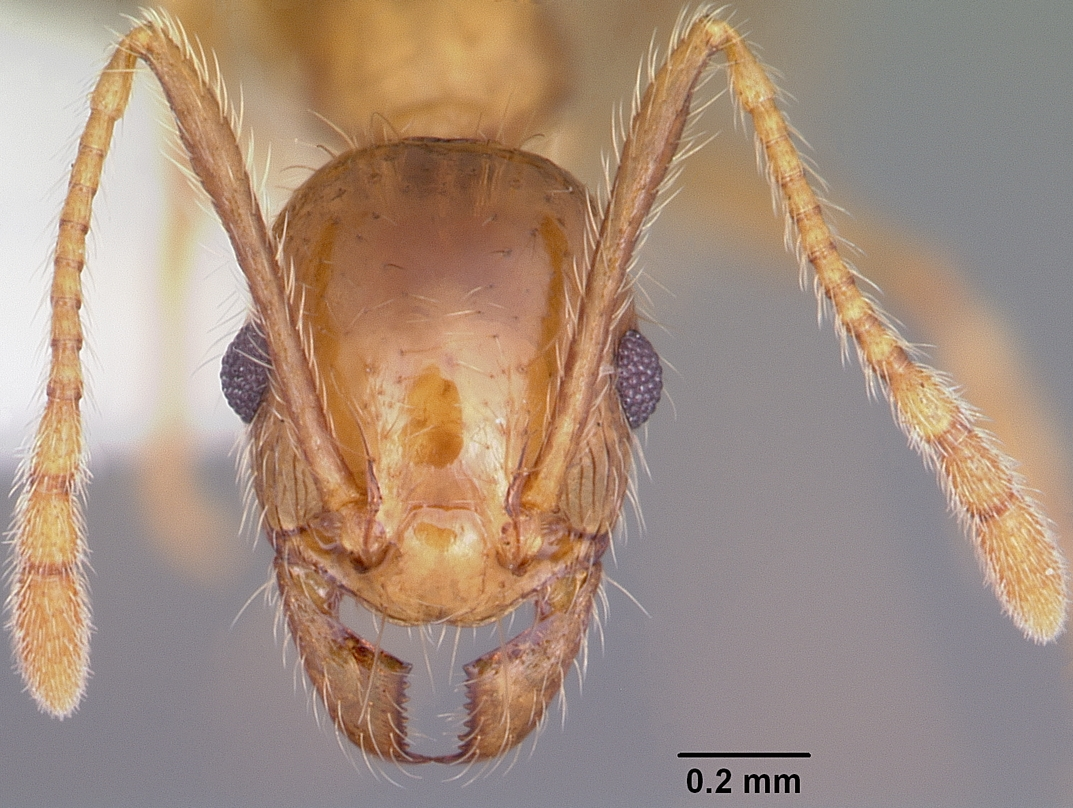
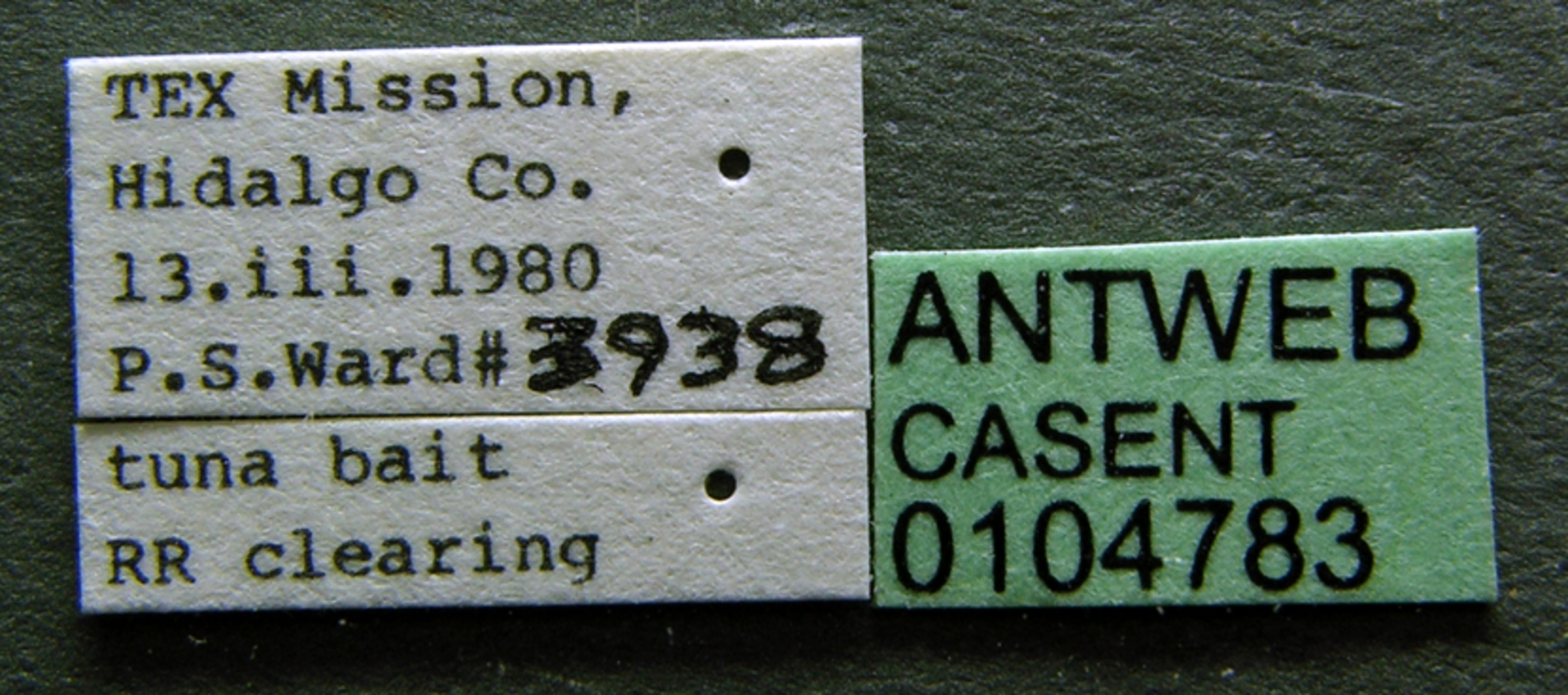
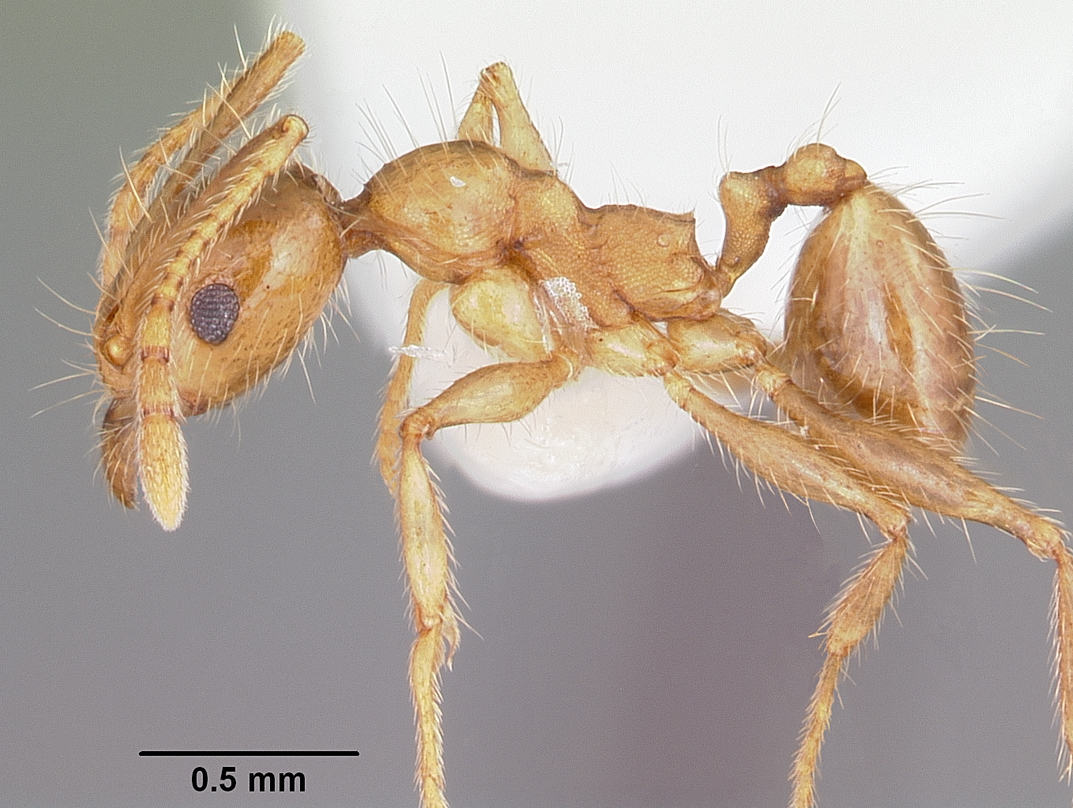
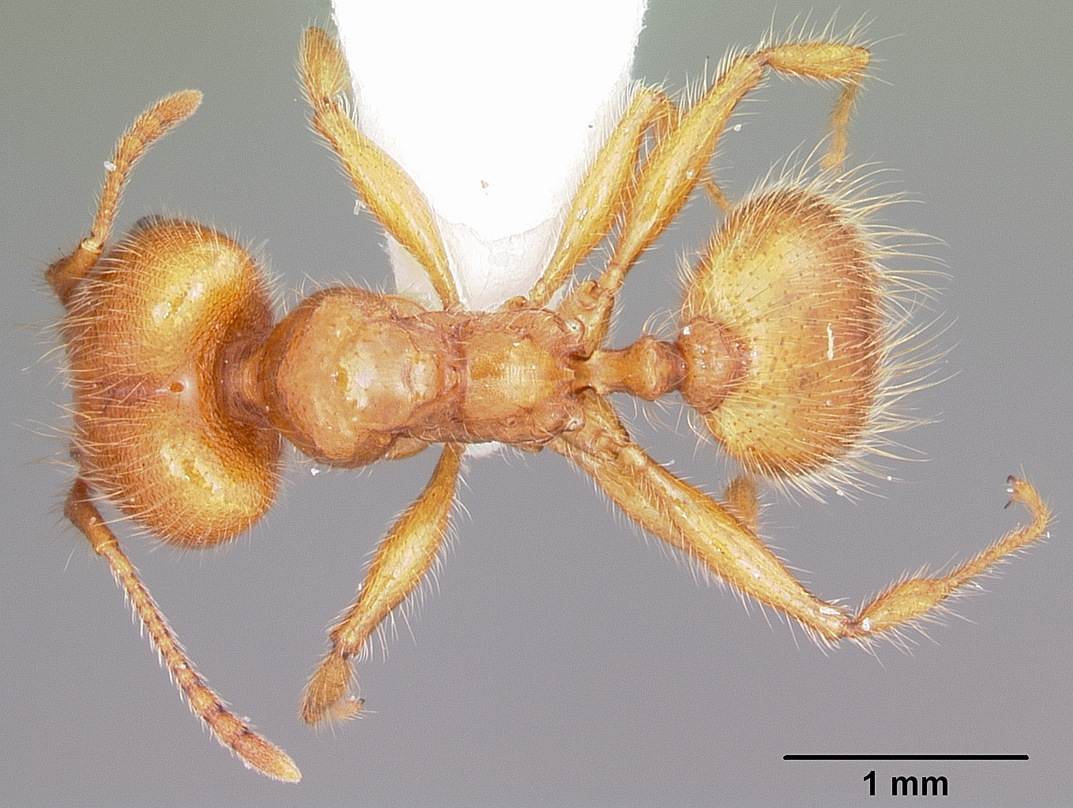
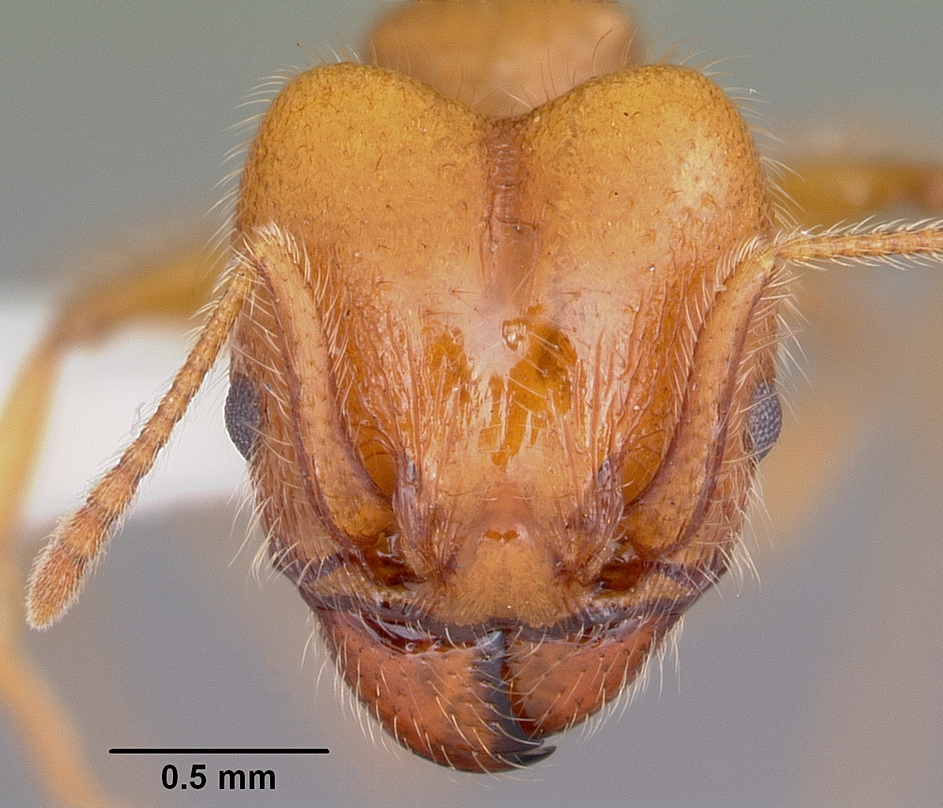